# Кавалканти да Силва, Мигел
Мигел Кавалканти да Силва (порт.-браз. Miguel Cavalcante da Silva; также известен как Alegria M., Alegria, Miguel, Cavalcante da Silva M., Cavalcante da Silva, Miguel, Cavalcante, Miguel, Da Silva M. C., Da Silva, Miguel Cavalcante) — бразильский шашист. Экс-чемпион Бразилии по бразильским шашкам среди мужчин (1987).
Автор книг по шашкам (на португальском языке). В них раскрывается правила игры в русские шашки, её история, выдающиеся шашисты, дается примеры шашечной композиции в русских шашках.